# Stephaniella mexicana
Stephaniella mexicana là một loài Rêu trong họ Gymnomitriaceae. Loài này được S.W. Arnell mô tả khoa học đầu tiên năm 1961.